# Singoli
Singoli é uma cidade e uma nagar panchayat no distrito de Neemuch, no estado indiano de Madhya Pradesh.

## Geografia
Singoli está localizada a 24° 58′ N, 75° 18′ L. Tem uma altitude média de 363 metros (1 190 pés).

## Demografia
Segundo o censo de 2001, Singoli tinha uma população de 8 307 habitantes. Os indivíduos do sexo masculino constituem 51% da população e os do sexo feminino 49%. Singoli tem uma taxa de literacia de 65%, superior à média nacional de 59,5%: a literacia no sexo masculino é de 76% e no sexo feminino é de 53%. Em Singoli, 15% da população está abaixo dos 6 anos de idade.